# أني جان مكرديشيان
اني جان مكرديشيان (بالإنجليزية: Ani Jane Mugrditchian)‏ سبّاحة لبنانية سابقة. ولدت في 11 مايو 1953م. تنافست في سباق 100 متر في فئة سباحة الصدر في دورة الألعاب الأولمبية الصيفية عام 1972.

## روابط خارجية
- أني جان مكرديشيان على موقع الاتحاد الدولي للسباحة (الإنجليزية)
- أني جان مكرديشيان على موقع SwimRankings.net (الإنجليزية)
- أني جان مكرديشيان على موقع اللجنة الأولمبية الدولية (الإنجليزية)
- أني جان مكرديشيان على موقع أوليمبيديا (الإنجليزية)